# Charles Fechter
Charles Albert Fechter (Belleville, 1824 – Quakerstown, 1879) è stato un attore teatrale francese di origini tedesche.
Esordì nel 1845 alla Comédie-Française per poi recitare a Berlino e quindi in vari teatri parigini. Nel 1852 passò al Vaudeville.
Fu il primo interprete di Armand Duval nella Dama delle camelie di Alexandre Dumas figlio.